# Musholatubbee

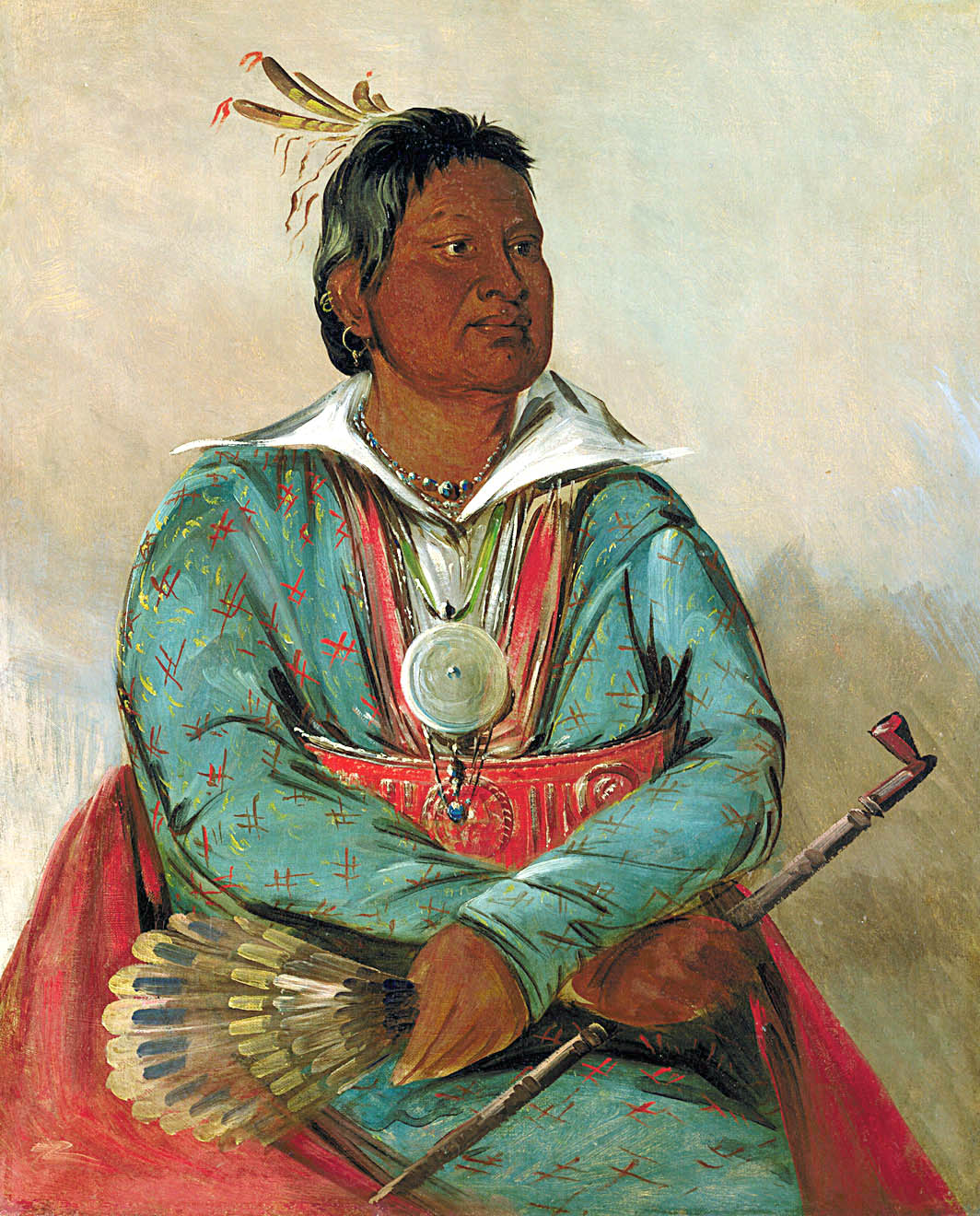
Musholatubbee, Porträt von George Catlin, 1834

Musholatubbee (* 1770; † 1836 in La Flore, Oklahoma), in der Sprache der Choctaw: AmoshuliTʊbi (dt.: Zum Töten bestimmt, andere Schreibweisen: Mosholetvbbi, AmoshuliTʊbi, Mushulatubbee und Moshaleh Tubbee)  war während der gewaltsamen Vertreibung aus dem Südosten der oberste Führer der Choctaw, einem indianischen Volk in den Vereinigten Staaten von Amerika.
Er unterstützte Andrew Jackson während des Creek-Kriegs. Er unterschrieb sowohl den Vertrag von Choctaw Trading House am 24. Oktober 1816, wie auch den Vertrag von Treaty Ground vom 18. Oktober 1820. Im Jahre 1824 wurde der zunehmende Landhunger der weißen Siedler und die Missachtung der souveränen Stammesgebiete für die Führer der Choctaw, darunter Pushmataha, Musholatubee und Apuchunubbee zu einer ernsthaften Bedrohung ihres Volkes. Sie entschlossen sich ihren Fall der Regierung in Washington D.C. persönlich vorzutragen. Leiter der Delegation war Pushmataha, ihr Ziel war entweder die Ausweisung weißer Siedler aus den Stammesgebieten zu erreichen oder aber eine entsprechende finanzielle Wiedergutmachung für die verlorenen Gebiete zu erhalten. Weitere Teilnehmer der Gruppe waren Talking Warrior, Red Fort, Nittahkachee, Robert Cole und David Folsom, beide zur Hälfte Choctaw sowie Captain Daniel McCurtain und Major John Pitchlynn. Die Delegation unterschrieb am 26. September 1830 in Washington, D.C. den Vertrag von Dancing Rabbit Creek, mit dem die Choctaw den größten Teil ihrer Siedlungsgebiete in Mississippi gegen neue Gebiete im sogenannten Indianer-Territorium eintauschten. In dem  unter Druck der amerikanischen Regierung unterzeichneten und am 24. Februar 1831 ratifizierten Vertrag überließen die Choctaw rund 45.000 Quadratkilometer Land der Bundesregierung und erhielten dafür etwa 61.000 Quadratkilometer im heutigen Bundesstaat Oklahoma. Der Vertrag, in dem die Nation auf ihre Souveränität verzichtete, hatte nicht die Zustimmung des Volkes, jedoch sahen die indianischen Verhandlungsführer Greenwood LeFlore, Musholatubbee und Nittucachee keine andere Möglichkeit, ihrem Volk zumindest einen Rest der ursprünglichen Stammesgebiete zu erhalten.
Musholatubbee selbst wurde ebenfalls umgesiedelt und starb unweit Le Flore in Oklahoma an den Folgen einer Pockeninfektion.